# Teodoros Mitiku
Teodoros Mitiku est un boxeur éthiopien né le 10 juin 1967 en Éthiopie.

## Carrière
Teodoros Mitiku est médaillé d'argent aux Jeux africains de Nairobi en 1987, perdant en finale de la catégorie des poids super-légers contre le Kényan David Kamau.